# USB-IF

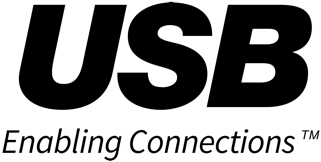

usb.org 또는 USB-IF(USB Implementers Forum)는 USB(Universal Serial Bus)를 홍보하고 지원하기 위해 만든 비영리 조직이다. 주요 활동은 USB, 무선 USB, USB 온더고(USB On-The-Go)의 홍보 및 마케팅뿐 아니라 규격의 유지 관리 및 컴플라이언스 프로그램이다.
이 조직은 USB를 개발한 회사들을 주축으로하는 일단의 그룹에 의해 1995년에 설립되었다. 주목할만한 멤버는 HP(Hewlett-Packard), NEC, 마이크로소프트, Apple, Intel 및 Agere Systems 등이다.

## 기술탄생
1993년 인텔, 컴팩, NEC, 마이크로소프트 등 4개 업체가 주축이 되어 기술 개발 협의를 시작하였고, 이후 IBM, DEC, Northern Telecom 등이 추가로 참여하여 총 7개 업체의 공동 연구로 탄생된 기술이다.

## USB 1.0
USB-IF(usb.org)는 1996년 USB 1.0 규격을 발표했다.

## 같이 보기
- PCI
- 병렬 통신